# Petropedetidae
A Petropedetidae a kétéltűek (Amphibia) osztályába és  a békák (Anura) rendjébe tartozó  család.

## Rendszerezés
A családba az alábbi három nem tartozik:
- Arthroleptides Nieden, 1911
- Ericabatrachus Largen, 1991
- Petropedetes Reichenow, 1874